# A Ilha dos Sonhos Perdidos
A Ilha dos Sonhos Perdidos é uma telenovela brasileira produzida pela extinta TV Excelsior e exibida de 15 de fevereiro a 20 de março de 1965 no horário das 22 horas, totalizando 30 capítulos. Teve a direção de Ivan Mesquita.
Foi a última telenovela da TV Excelsior exibida no horário das 22 horas, inclusive com os últimos capítulos já exibidos no horário das 21 horas.

## Sinopse
A história de uma jovem cobiçada ao mesmo tempo pelo filho e pelo pai.

## Elenco
| Ator/Atriz        | Personagem |
| ----------------- | ---------- |
| Célia Coutinho    | Débora     |
| Fernando Baleroni | Alfredo    |
| Sílvio Francisco  | Xavier     |
| Rui Luiz          | Sílvio     |
| Lídia Costa       | Matilde    |
| Geraldo Louzano   | Marcos     |
| Wanda Marchetti   | Júlia      |
| Irina Grecco      | Sônia      |